# Conrad Murray
Conrad Robert Murray, né le 19 février 1953 à Saint-Andrew, est un ancien cardiologue américain originaire de Grenade.
Il devient célèbre après avoir provoqué la mort du chanteur Michael Jackson, à la suite d'une overdose de propofol, en 2009. Condamné pour homicide involontaire à quatre ans d'emprisonnement en novembre 2011, il est libéré en octobre 2013 pour cause de surpopulation carcérale.

## Biographie
Murray est élevé par ses grands-parents maternels, des agriculteurs originaires de Grenade jusqu'à ce qu'il rejoigne sa mère, Milta, à Trinité-et-Tobago à l'âge de 7 ans. Issu d'une famille pauvre, il grandit dans des conditions précaires à Port-d'Espagne. À l'âge de 25 ans, il fait connaissance de son père, Rawle Andrew, décédé en 2001 et également médecin de son état. Ce dernier offrait des services médicaux aux pauvres. 
Murray, baccalauréat en poche, travaille comme professeur bénévole à l'école élémentaire de Trinidad pendant quelques années. En parallèle et pour gagner sa vie, il officie en tant qu'agent d'assurances.
En 1973, Murray déménage à Houston, Texas, où il s'inscrit à l'Université Southern, et y obtient un diplôme avec mention honorifique en sciences médicales et biologiques. Par la suite, il poursuit ses études au collège médical Meharry  à Nashville, Tennessee, une des premières écoles réservées aux Afro-Américains et que son père a également fréquenté. Il est, dans un premier temps, interne à la clinique Mayo de Rochester, Minnesota, et par la suite au centre médical de l'université de Loma Linda en Californie et termine ses études de cardiologie à l'Université de l'Arizona.

## Carrière
Murray débute au Sharp Memorial Hospital de San Diego comme directeur adjoint de son programme de formation en cardiologie. En 1990, il ouvre un cabinet privé à Las Vegas et, en 2006, il fonde l'Acres Homes Heart et Vascular Institute à Houston. Murray fait la connaissance de Michael Jackson en 2006, ayant soigné un de ses enfants. Par la suite, Jackson engage Murray en tant que médecin personnel avant sa tournée This Is It prévue pour juillet 2009. Jackson a insisté pour que Murray soit embauché par son promoteur de spectacle, AEG Live, pour 150 000 $ par mois. Promoteur qui a affirmé plus tard qu'il n'y avait jamais eu de contrat liant AEG avec Murray.
Au moment où il entame sa collaboration avec Jackson comme médecin privé en mai 2009, des rumeurs circulent sur Murray sur le fait qu'il soit le père de sept enfants avec 6 femmes différentes, qu'il ait des dettes sur l'hypothèque de sa maison de Las Vegas occupée par sa première femme et ses enfants, et qu'il doit plusieurs pensions alimentaires aux enfants conçus hors mariage. Marié à sa deuxième épouse Blanche qu'il a rencontré à l'école de médecine, il est en parallèle l'amant d'une strip-teaseuse du nom de Nicole Alvarez, rencontrée dans un club de Las Vegas. Alvarez a donné naissance à son fils Che en mars 2009. Une autre relation, avec une serveuse de Houston a également été évoquée.
Murray risquait de perdre sa licence médicale en Californie en raison d'une pension alimentaire non versée à l'un de ses enfants et devait 13 000 $ à une femme californienne, Nenita Malibiran. Murray a fait partie de la défense dans de nombreux procès civils (mais aucun pour faute médicale). En 2008, Murray a été condamné par la cour à plus de 600 000 $ d'amende pour achat d'équipement médical et loyers impayés, ainsi qu'à 71 000 $ d'amende pour des prêts frauduleux accordés à des étudiants du Meharry Medical College. Il s'est déclaré en faillite en Californie en 2002.

## Mort de Michael Jackson et procès
Le 25 juin 2009, Michael Jackson meurt en raison d'une overdose de propofol, seulement quelques semaines après avoir embauché Murray. Sa mort a été jugée comme homicide involontaire. Le coroner du comté déclara que Jackson est décédé d’une combinaison de drogues dans son corps, la principale étant l’anesthésique propofol et l’anxiolytique lorazépam. Les drogues moins importantes trouvées dans le corps de Jackson étaient le midazolam, diazépam, lidocaïne et éphédrine. 
Lors de son procès en 2011, Murray a admis avoir administré au chanteur 25 mg de propofol, mais il a affirmé que cette dose n'était pas dangereuse, et que le chanteur est mort à cause d'une autre substance dont il n'avait pas connaissance. Pour sa défense, le Dr Murray a dit avoir essayé de traiter Jackson avec d'autres médicaments, et qu'il a seulement administré 25 mg de propofol sur l'insistance de Jackson. Murray a également déclaré que Jackson était devenu dans les derniers temps dépendant du propofol et de différents médicaments (comme des analgésiques), et qu'il a tout fait pour le sevrer. Toutefois, le propofol devait normalement être administré dans un établissement hospitalier ou clinique sous étroite surveillance, et en aucun cas comme somnifère.
Durant les semaines précédant son décès, le chanteur réclamait plus de temps pour préparer son spectacle This is It, qui devait marquer son grand retour sur scène et être sa dernière tournée (avec 50 dates prévues contre l'avis de Michael Jackson qui souhaitait à la base seulement 10 dates à Londres). Le chanteur ressentait beaucoup de fatigue et d'angoisse, causées par l'intensité des répétitions et la pression d'AEG Live, la société chargée de la promotion de la tournée, ce qui a fortement contribué à dégrader la santé du chanteur (perte de poids, manque de sommeil, déshydratation). Cela sera confirmé par Kenny Ortega, le réalisateur du projet et plus proche collaborateur de Michael Jackson. Malgré cette fatigue et une consommation excessive de médicaments pour soulager les douleurs et améliorer le sommeil, l'état de santé de Michael Jackson, bien que fragilisé, était globalement bon. En effet, l'autopsie réalisée montra qu'il pesait 61,7 kg pour 1,75 m (soit une corpulence dans la moyenne basse mais pas inquiétante) et, hormis de nombreuses lésions pulmonaires, ne révéla que des pathologies relativement banales chez un quinquagénaire (ostéoarthrite par exemple),. 
Le 8 février 2010, Murray a été inculpé d'homicide involontaire. Il a plaidé non coupable, en niant toute faute commise dans le cadre de la mort de Jackson. Le 27 septembre 2011, Murray a été jugé à Los Angeles. Il a été condamné en novembre 2011 à quatre ans d'emprisonnement. Sa licence médicale au Texas a été révoquée.
Après avoir purgé deux ans de sa peine, Murray a été libéré le 28 octobre 2013, en raison de la surpopulation carcérale. 
En 2016, Murray affirme toujours avoir administré 25 mg de propofol à Michael Jackson, mais sans le mettre en danger, et déclare que le décès du chanteur est la conséquence des effets du demerol (un antalgique opiacé) ou d'une autre substance dont il n'avait pas connaissance. Par ailleurs, le docteur estime « avoir été piégé » et pris pour « un bouc émissaire » dans un procès qui était une « honte pour le système judiciaire ».   
Le père de Michael Jackson, Joseph Jackson, a déposé plainte contre Murray en 2010, mais toute charge fut abandonnée en 2012. La mère de Jackson et les trois enfants du chanteur ont également entrepris une action en justice contre AEG pour défaillance sur le contrat qui liait Murray à Jackson. Le jury a tranché en faveur d'AEG.